# Hollywood Boulevard
Hollywood Boulevard é uma avenida localizada em Hollywood, na cidade de Los Angeles, Califórnia, Estados Unidos. Ela começa no oeste como uma rua residencial sinuosa na Sunset Plaza Drive no distrito de Hollywood Hills West. Depois de cruzar o Laurel Canyon Boulevard, ela segue para o leste como uma via principal através de Hollywood, Little Armenia e Thai Town até a Vermont Avenue. Em seguida, segue para sudeste até seu término leste na Sunset Boulevard, no distrito de Los Feliz. Partes da avenida são destinos turísticos populares, principalmente os quinze quarteirões entre a Gower Street e Vine Street, onde a Calçada da Fama de Hollywood está localizada. 

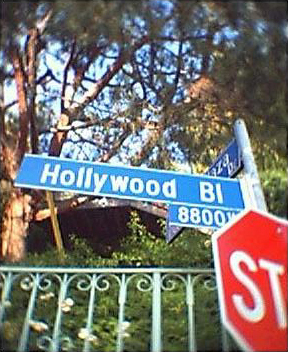
Placa na avenida Hollywood Boulevard

Na Hollywood Boulevard encontram-se também o Grauman's Chinese Theatre, o Grauman's Egyptian Theatre e o Teatro Dolby, entre outras famosas localidades de Hollywood.
O local foi designado, em 4 de abril de 1985, um distrito do Registro Nacional de Lugares Históricos.